# Macchia fredda nella radiazione cosmica di fondo

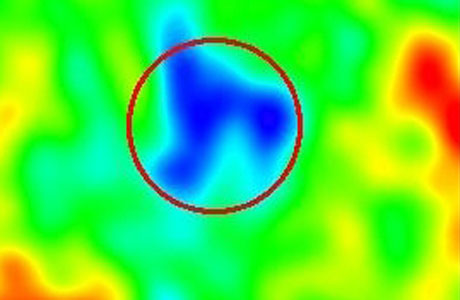
L'area cerchiata è la macchia fredda

La macchia fredda nella radiazione cosmica di fondo o macchia fredda del WMAP, è una porzione della volta celeste che, se osservata nelle spettro delle microonde, appare più estesa e fredda rispetto alle proprietà attese della radiazione cosmica di fondo (CMB). In media, la fluttuazione tipica delle temperature della radiazione cosmica di fondo (CMB) è nell'ordine di 10−5, mentre la macchia fredda è di 70 µK più fredda della temperatura media della CMB (quest'ultima pari circa 2,7 K).
Il raggio della macchia è di 5° circa; il centro si trova alle coordinate galattiche: lII = 207,8°, bII = −56,3° (equatoriale: α: = 03h15m05s, δ = −19d35m02s). Questa si trova nell'emisfero sud della volta celeste, nella costellazione dell'Eridano.
Secondo i modelli teorici generalmente accettati dalla comunità scientifica, le fluttuazioni più larghe della radiazione di fondo avvengono entro una scala angolare di circa 1°; per questo motivo, macchie fredde grandi come queste appaiono alquanto improbabili. Esistono varie spiegazioni, alternative tra loro, che cercano di rendere conto del significato di questa macchia: è stata suggerita una texture cosmica, o l'impronta dovuta alla presenza di un Universo parallelo, o perfino un artefatto dovuto al filtro compensativo utilizzato. Un'altra spiegazione fa riferimento all'esistenza di un'enorme regione a bassa densità di materia, un  "supervuoto cosmico", il cosiddetto Supervuoto di Eridano (o Grande Vuoto). In tal caso, questa regione a bassa densità sarebbe grande all'incirca tra 150 e 300 Mpc, vale a dire da 500 milioni a un miliardo di anni luce, a uno spostamento verso il rosso di {\displaystyle z\simeq 1}, con una densità di materia molto minore rispetto alla densità media allo spostamento verso il rosso. Un vuoto così grande influirebbe sulla radiazione di fondo osservata tramite l'effetto Sachs-Wolfe.
Una ricerca pubblicata nell'aprile del 2015 suggerisce il Supervuoto quale più probabile spiegazione dell'anomalia.

## Scoperta e significato
Tra i dati raccolti nel primo anno di operatività di WMAP, è stata scoperta una regione nella costellazione dell'Eridano più fredda dell'area circostante. In seguito, usando i dati al terzo anno del WMAP, è stato calcolato il significato statistico di quest'area: la probabilità di trovare una deviazione almeno pari a questa, nelle simulazioni gaussiane, è risultato essere dell'1,85%. In questo modo appare improbabile, ma non impossibile, che la macchia fredda sia stata generata dal meccanismo standard delle fluttuazioni quantistiche durante il periodo di inflazione cosmologica, che nella maggior parte dei modelli inflazionistici dà luogo a statistiche di tipo gaussiane. La macchia fredda potrebbe anche essere un segnale di fluttuazioni primordiali di tipo non-gaussiano.
Studi recenti, tuttavia, hanno messo in dubbio la significatività statistica di questo punto freddo.

## Possibili altre cause

### Supervuoto

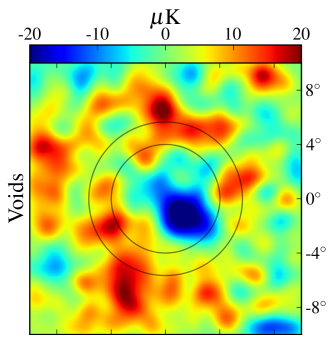
Correlazione tra il supervuoto e la temperatura della radiazione di fondo

Una possibile spiegazione della macchia fredda è un supervuoto che si frappone tra la Terra e la radiazione cosmica di fondo primordiale. Tale vuoto può produrre una regione più fredda rispetto all'area circostante per l'effetto Sachs-Wolfe integrato o per l'effetto Rees-Sciama. Questo effetto sarebbe molto più piccolo se l'energia oscura non espandesse il vuoto al passaggio dei fotoni.
Rudnick e altri hanno trovato una discontinuità nella conta del numero di galassie nel catalogo NRAO VLA Sky Survey in direzione della macchia fredda, il che suggerisce la presenza di un supervuoto. Da allora, alcuni studi hanno messo in dubbio la spiegazione del supervuoto; la correlazione tra la discontinuità della NVSS e la macchia fredda è risultata essere marginale usando un'analisi statistica più conservativa. Inoltre, un'indagine diretta per le galassie in diversi campi di un grado quadrato all'interno della macchia fredda non hanno trovato alcuna prova di un super vuoto. Tuttavia, la spiegazione del supervuoto non è stata eliminata del tutto: rimane interessante dal momento che il supervuoto sembra che possa cambiare in maniera misurabile la radiazione di fondo.
Anche se nell'universo sono noti vuoti di grandi dimensioni, questo in esame dovrebbe essere eccezionalmente vasto per poter generare la macchia fredda, probabilmente 1000 volte più grande in volume dei vuoti tipici previsti. Si troverebbe da 6 a 10 miliardi di anni luce di distanza e dovrebbe avere una dimensione di circa un miliardo di anni luce.

### Texture cosmica
Nel 2007, Cruz ed altri studiosi hanno ipotizzato che la macchia fredda sia dovuta a una texture cosmica, ciò che resta di una transizione di fase nell'universo primordiale.

### Universo parallelo
Secondo un'ipotesi di Laura Mersini-Houghton, la macchia fredda può essere l'impronta di un altro universo dietro al nostro, causata da un entanglement quantistico tra gli universi, prima che gli stessi venissero separati dall'inflazione.
Se confermata, sarebbe la prima prova empirica dell'esistenza di un universo parallelo e fornirebbe un supporto anche alla teoria delle stringhe. Il gruppo di ricerca ha dichiarato l'esistenza di conseguenze verificabili per quest'ipotesi: se, infatti, la teoria degli universi paralleli fosse esatta, dovrebbe esserci un punto simile alla macchia fredda nell'emisfero sud della sfera celeste.

### Sensibilità al metodo di indagine
Secondo alcuni ricercatori dell'Università del Michigan l'anomalia della macchia fredda dipenderebbe dal fatto che essa si distingue nettamente rispetto all'area circostante relativamente calda: non è così insolita se si considerano solo la dimensione e la temperatura della macchia stessa. Detto in maniera più tecnica, la rilevazione della macchia e il suo significato dipenderebbero dall'uso di un filtro compensativo, come una wavelet a forma di sombrero (c.d. Ricker wavelet).